# Express Yourself (canção de N.W.A)
"Express Yourself" é uma canção gravada pelo grupo americano de hip hop N.W.A., interpretada por Dr. Dre. A canção pertence ao segundo álbum de estúdio do grupo, Straight Outta Compton, de 1988.
Ao contrário da maioria das faixas do álbum, a canção é quase destituída de palavrões e conteúdo violento. "Express Yourself" foi lançado em 1989 como último single do álbum. A canção usa o sample de uma música de mesmo nome por Charles Wright & the Watts 103rd Street Rhythm Band.

## Hístória
O vocal é interpretado por Dr. Dre em uma versão estendida, e interlúdios de Ice Cube e MC Ren.
Gira em torno das idéias de livre expressão e as restrições impostas pela censura sobre os rappers no rádio. Eles também falam do fato de que outros "rappers" temem expressar-se por medo do que outras pessoas possam pensar, e que eles tentam ser como todos os outros.
Esta canção é apresentada na trilha sonora dos vídeo games Grand Theft Auto: San Andreas, Tony Hawk Pro Skater 4 e Skate.
Em 1990, a rádio australiana Triple J tocou a canção em loop contínuo durante 24 horas (360 vezes em uma linha), enquanto a estação entrou em greve de protesto contra a censura. Naquela época Triple J foi a única estação do mundo a tocar a música controversa. Continuamente tocar outra canção da banda popular durante a greve foi considerada uma resposta adequada para se solidarizar com a banda e insatisfação com a decisão.